# Theoretical Chemistry Accounts
Theoretical Chemistry Accounts (abrégé en Theor. Chem. Acc. ou TCA) est une revue scientifique à comité de lecture. Ce mensuel publie des articles de recherches originales concernant tous les aspects de la chimie théorique.
D'après le Journal Citation Reports, le facteur d'impact de ce journal était de 2,154 en 2021. Actuellement, les directeurs de publication sont Carlo Adamo et Ilaria Ciofini (Chimie ParisTech, France).

## Histoire
Au cours de son histoire, le journal a changé de nom :
- Theoretica Chimica Acta, 1962-1997  (ISSN 0040-5744)
- Theoretical Chemistry Accounts, 1998-en cours  (ISSN 1432-881X)

Ce journal avait la spécificité, sous le nom Theoretica Chimica Acta, d'exiger des résumés écrits en anglais, en allemand et en français pour chaque article. Le texte de l'article pouvait être écrit dans l'une de ces trois langues, mais également en latin. Seuls trois articles ont été écrits dans cette dernière langue : "Modus Computandi Eigenvectores et Eigenaestimationes e Matrice Densitatis" par T. K. Lim et M. A. Whitehead, "Nova methodus adhibendi approximationem molecularium orbitalium ad plures iuxtapositas unitates" de M. Suard, G. Berthier et G. Del Re et "De structura electronica et stereochimica ionis Cu(NO2)64-" par D. W. Smith .